# Werner Müller (Chemiker)
Werner Müller (* 18. Dezember 1923 in Wilhelmshaven; † 14. Januar 2005 in Detmold) war ein deutscher Chemiker und Kunsthistoriker.

## Leben und Wirken
Müller wuchs in Hannover und Celle auf. Zur Schule ging er in Celle. Schon in frühen Schuljahren galten seine Interessen der Architektur, der Musik und der Geschichte. Demgegenüber standen seine Defizite im Sport und damit einhergehend sein distanziertes Verhältnis zum militärischen Drill und dem Nationalsozialismus.
Nach dem Abitur 1942 wurde Müller zur Wehrmacht eingezogen und kehrte Ende 1943 aus der Sowjetunion nach Deutschland zurück. Danach nahm er das Chemiestudium an der Universität Göttingen auf, das er aber erst 1947 fortsetzen konnte und 1955 mit dem Diplom abschloss. Ein Jahr später promovierte Müller dort mit einer Arbeit zur Photochemie zum Dr. rer. nat. unter Professor Günther Otto Schenck (1913–2003). Müller beeindruckten besonders die glänzenden Vorlesungen von Robert Wichard Pohl (1884–1976), Professor für Experimentalphysik und einer der Begründer der Festkörperphysik. Pohls ästhetische Darstellungskunst physikalischer Gesetze fiel bei Werner Müller auf fruchtbaren Boden und sollte sich später auf völlig anderen Wissensgebieten entfalten. Von 1956 bis 1988 wirkte er in verschiedenen Bereichen des Ludwigshafener Werks der BASF als Chemiker.
1966 starb nach langer Krankheit Müllers Ehefrau, was für ihn und seine beiden Kinder einen tiefen Einschnitt in deren Leben zur Folge hatte und seiner Forschungstätigkeit zunächst praktisch ein Ende setzte. Erst 1968, nach seiner Heirat mit Annemarie Kleine, veröffentlichte er seinen ersten Aufsatz zur Geschichte der Stereotomie, den man als zweiten Start seines Forscherlebens auf dem Gebiet der Technik- und Kunstgeschichte bezeichnen kann.
In den 1970er und 1980er Jahren publizierte er zahlreiche Beiträge zu technischen und ästhetischen Fragestellungen der Spätgotik in Zeitschriften und Jahrbüchern der Baugeschichte, Technikgeschichte, Kunstgeschichte und Denkmalpflege. Mit dem Kunsterzieher und Maler Gunther Vogel veröffentlichte Werner Müller 1974 die erste Auflage des zweibändigen „dtv-Atlas zur Baukunst“, der zahlreiche Auflagen erlebte und zum Bestseller wurde. Eine einzigartige Syntheseleistung von Technik-, Wissenschafts- und Kunstgeschichte gelang Werner Müller mit seiner 1990 veröffentlichten Monografie „Grundlagen gotischer Bautechnik“.
1993 erhielt er für seine Publikationen den angesehenen Jahrespreis der Bayerischen Akademie der Wissenschaften.
Die komplexen, mit Computer entworfenen Rohrsysteme des Ludwigshafener Werks der BASF regten Werner Müller zu Beginn der 1970er Jahre an, auch über den Computereinsatz zur geometrischen Rekonstruktion historischer Gewölbe nachzudenken. Schon 1976 veröffentlichte er mit Klaus Hänisch einen Aufsatz über die Möglichkeit einer computergenerierten räumlichen Darstellung von figurierten Gewölben der deutschen Spätgotik. Das 1987 im Deutschen Kunstverlag erschienene Taschenbuch „Kunstwerk, Kunstgeschichte und Computer“ kann als Programmschrift Werner Müllers gedeutet werden. Dort eröffnete er neue, von der traditionellen Kunstgeschichte damals noch kaum bemerkte Wege für die Rezeption des Kunstwerks mit dem Ziel, das Kunstwerk im Rahmen der seinem Entwurf zugrunde liegenden Bildungsgesetze veränderbar zu machen. Nach Müller erlaubt der Computer nicht nur die räumliche Visualisierung
solcher Werke, die Entwurf geblieben sind, sondern er kann auch dazu dienen, im Geiste eines bestimmten Künstlers ganz neue Werke zu entwerfen und darzustellen. An der Realisierung dieses Programms arbeitete er zusammen mit dem Mathematiker Norbert Quien vom Interdisziplinären Zentrum für Wissenschaftliches Rechnen (IWR) der Universität Heidelberg. Müller und Quien erschlossen mit der Computergrafik systematisch die gotische Bautechnik und Architektur, wobei es ihnen in erster Linie um die Veranschaulichung von Formbildungsprozessen spätgotischer Gewölbe mit der EDV gegangen ist.
In den letzten Lebensjahren wandte sich Werner Müller der Erforschung der Steinmetzkunst und Steinmetzgeometrie zwischen Gotik und Barock mit Hilfe der Computergrafik zu. Seine Reflexionen über die geometrische Weltbetrachtung der nordischen Renaissance konnte Werner Müller nicht zu Ende führen. Und so musste sein am Ende des Jahres 2004 vollendetes Buchmanuskript „Virtuelle Steinmetzkunst der österreichischen und böhmisch-sächsischen Spätgotik. Die Gewölbeentwürfe des Codex miniatus 3 der österreichischen Nationalbibliothek in Wien“ posthum erscheinen.
Werner Müller hinterließ ein umfangreiches Gesamtwerk zur Geschichte der Stereotomie in Mitteleuropa, Frankreich und Italien, zum technologischen Stilvergleich zwischen deutscher Spätgotik und deutschem Barock unter besonderer Berücksichtigung des Steinmetzhandwerks, zum Verhältnis zwischen technikgeschichtlicher und kunsthistorischer Architekturbetrachtung, zu computergestützten Gewölbeentwürfen der deutschen, österreichischen und böhmisch-sächsischen Spätgotik und schließlich zur Technik der Anamorphose.

## Werke
- Werner Müller: The authencity of Guarini’s stereotomy in his architettura civile. In: Journal of Architectural Historians. Band 27, Nr. 3, 1968, S. 203–208.
- Werner Müller: Das Verhältnis zwischen Stereotomie und Ästhetik bei Frézier und seine Gewölbeentwürfe für Landau und Großbockenheim. In: Technikgeschichte. Band 36, 1969, S. 277–290.
- Werner Müller: Die Stellung der Portale des österreichischen Stile Borrominiano in der Geschichte des Steinschnitts. In: Blätter für Technikgeschichte. Band 32/33, 1970/1971, S. 129–147.
- Werner Müller: Der elliptische Korbbogen in der Architekturtheorie von Dürer bis Frézier. In: Technikgeschichte. Band 38, 1971, S. 92–106.
- Werner Müller: Technische Bauzeichnungen der deutschen Spätgotik. In: Technikgeschichte. Band 40, 1973, S. 281–300.
- Werner Müller: Einflüsse der österreichischen und der böhmisch-sächsischen Spätgotik in den Gewölbemustern des Jacob Facht von Andernach. In: Wiener Jahrbuch für Kunstgeschichte. Band 27, 1974, S. 65–82.
- Werner Müller: Das Weiterleben gotischer Überlieferungen in der oberdeutschen Steinmetzlehre vom endenden 16. Bis ins 18. Jahrhundert. In: Technikgeschichte. Band 43, 1976, S. 268–281.
- Werner Müller: Das Sterngewölbe des Lorenzer Hallenchores. Seine Stellung innerhalb der spätgotischen Gewölbekonstruktionen. In: Nürnberger Forschungen. Band 20, 1977, S. 171–196.
- Werner Müller: Architektur und Mathematik. In: Ulrich Schütte (Hrsg.): Architekt & Ingenieur. Baumeister in Krieg & Frieden. (= Ausstellungskataloge der Herzog August Bibliothek. Nr. 42). Waisenhaus-Buchdruckerei und Verlag, Braunschweig 1984, ISBN 3-88373-040-8, S. 94–109.
- Werner Müller: Kunstwerk, Kunstgeschichte und Computer. Deutscher Kunstverlag, München 1987, ISBN 3-422-06007-3.
- Werner Müller: Grundlagen gotischer Bautechnik: ars sine scientia nihil. Deutscher Kunstverlag, München 1990, ISBN 3-422-06055-3.
- Werner Müller, Norbert Quien: Von deutscher Sondergotik: Architekturphotographie, Computergraphik, Deutung. Koerner, Baden-Baden 1997, ISBN 3-87320-433-9.
- Werner Müller, Norbert Quien: Erdachte Formen, errechnete Bilder. Deutschlands Raumkunst der Spätgotik in neuer Sicht. Verlag und Datenbank für Geisteswissenschaften (VDG), Weimar 2000, ISBN 3-89739-108-2.
- Werner Müller, Norbert Quien: Böhmens Barockgotik. Architekturbetrachtung als computergestützte Stilkritik. Verlag und Datenbank für Geisteswissenschaften (VDG), Weimar 2000, ISBN 3-89739-129-5.
- Werner Müller: Steinmetzgeometrie zwischen Spätgotik und Barock. Eine Bautechnik auf dem Wege vom Handwerk zur Ingenieurwissenschaft. Michael Imhof Verlag, Petersberg 2002, ISBN 3-935590-21-0.
- Werner Müller: Von Guarini bis Balthasar Neumann. Zum Verständnis barocker Raumkunst. Michael Imhof Verlag, Petersberg 2002, ISBN 3-935590-44-X.
- Werner Müller: Barocke Raumphantasien. gebaute Wirklichkeit und konstruierter Schein. Michael Imhof Verlag, Petersberg 2004, ISBN 3-935590-81-4.